# Nahuel Soria
Diego Nahuel Soria Barcos (Montevideo, 23 gennaio 2002) è un calciatore uruguaiano, attaccante del Liverpool (M).

## Caratteristiche tecniche
È un centravanti.

## Carriera
È cresciuto nel settore giovanile del Liverpool (M), con cui ha debuttato il 21 agosto 2021 nell'incontro di Primera División vinto 3-0 contro il Cerrito. Il 23 luglio 2022 ha segnato il suo primo gol in carriera nella partita vinta 3-1 contro il Dep. Maldonado.
Nel 2023 è stato ceduto in prestito al Miramar Misiones e l'anno successivo è andato con la stessa formula all'Oriental. Nel gennaio del 2025 è rientrato al club nerazzurro che lo ha confermato in rosa.

## Statistiche

### Presenze e reti nei club
Statistiche aggiornate al 9 marzo 2025.
| Stagione        | Squadra          | Campionato      | Campionato | Campionato | Coppe nazionali | Coppe nazionali | Coppe nazionali | Coppe continentali | Coppe continentali | Coppe continentali | Altre coppe | Altre coppe | Altre coppe | Totale | Totale | Totale |
| Stagione        | Squadra          | Comp            | Pres       | Reti       | Comp            | Pres            | Reti            | Comp               | Pres               | Reti               | Comp        | Pres        | Reti        | Pres   | Reti   |        |
| --------------- | ---------------- | --------------- | ---------- | ---------- | --------------- | --------------- | --------------- | ------------------ | ------------------ | ------------------ | ----------- | ----------- | ----------- | ------ | ------ | ------ |
| 2021            | Liverpool (M)    | PD              | 2          | 0          | CU              | 0               | 0               | -                  | -                  | -                  | -           | -           | -           | 2      | 0      |        |
| 2022            | Liverpool (M)    | PD              | 16         | 1          | CU              | 3               | 0               | CS                 | 0                  | 0                  | -           | -           | -           | 19     | 1      |        |
| 2023            | Liverpool (M)    | PD              | 1          | 0          | CU              | 0               | 0               | -                  | -                  | -                  | SU          | 0           | 0           | 1      | 0      |        |
| 2023            | Miramar Misiones | SD              | 27         | 4          | CU              | 1               | 0               | -                  | -                  | -                  | -           | -           | -           | 28     | 4      |        |
| 2024            | Oriental         | SD              | 29         | 6          | CU              | 0               | 0               | -                  | -                  | -                  | -           | -           | -           | 29     | 6      |        |
| 2025            | Liverpool (M)    | PD              | 5          | 0          | CU              | 0               | 0               | -                  | -                  | -                  | -           | -           | -           | 5      | 0      |        |
| Totale carriera | Totale carriera  | Totale carriera | 80         | 11         |                 | 4               | 0               |                    | 0                  | 0                  |             | 0           | 0           | 84     | 11     |        |

## Palmarès

### Club

#### Competizioni nazionali
- Supercoppa uruguaiana: 2

Liverpool Montevideo: 2023, 2024